# UDP-N-acetilglukozamin difosforilaza
UDP-N-acetilglukozamin difosforilaza (EC 2.7.7.23, UDP-N-acetilglukozamin pirofosforilaza, uridin difosfoacetilglukozamin pirofosforilaza, UTP:2-acetamido-2-dezoksi-alfa-D-glukoza-1-fosfat uridililtransferaza, UDP-GlcNAc pirofosforilaza, GlmU uridililtransferaza, acetilglukozamin 1-fosfat uridililtransferaza, UDP-acetilglukozamin pirofosforilaza, uridin difosfat-N-acetilglukozamin pirofosforilaza, uridin difosfoacetilglukozamin fosforilaza, acetilglukozamin 1-fosfat uridililtransferaza) je enzim sa sistematskim imenom UTP:N-acetil-alfa--glukozamin-1-fosfat uridililtransferaza. Ovaj enzim katalizuje sledeću hemijsku reakciju
UTP + -acetil-alfa--glukozamin 1-fosfat {\displaystyle \rightleftharpoons } difosfat + UDP-N-acetil-alfa--glukozamin
Ovaj enzim učestvuje u biosintezi acetamido šećera kod bakterija i arheja.

## Literatura
- Nicholas C. Price; Lewis Stevens (1999). Fundamentals of Enzymology: The Cell and Molecular Biology of Catalytic Proteins (Third изд.). USA: Oxford University Press. ISBN 019850229X.
- Eric J. Toone (2006). Advances in Enzymology and Related Areas of Molecular Biology, Protein Evolution (Volume 75 изд.). Wiley-Interscience. ISBN 0471205036.
- Branden C; Tooze J. Introduction to Protein Structure. New York, NY: Garland Publishing. ISBN 0-8153-2305-0.
- Irwin H. Segel. Enzyme Kinetics: Behavior and Analysis of Rapid Equilibrium and Steady-State Enzyme Systems (Book 44 изд.). Wiley Classics Library. ISBN 0471303097.

## Spoljašnje veze
- UDP-N-acetylglucosamine+diphosphorylase на 